# 夏鼐
夏鼐（1910年2月7日—1985年6月19日），原名国栋，字作铭，男，浙江省溫處道溫州府永嘉縣（今浙江省温州市鹿城區）人，中国考古学家、历史学家、社会学家、社会活动家。被称为“新中国考古学奠基人”。

## 生平
夏鼐出生于浙江省温州市。少年时在温州上学，1927年，赴上海的光华大学附属中学读高中。1930年，考入北平燕京大学。1931年，转学入读清华大学历史系。1934年7月，毕业于清华大学历史系，获得文学士学位。

1934年10月上旬，考取清华大学留美公费生考古学部门的资格。1935年春季，在河南省安阳参加殷墟的考古发掘工作，期间得到李济、梁思永、吴金鼎等考古学者指导。1935年夏季，经更改批准，在8月7日登船前往英国学习考古学，他在意大利登陆，经过法国，最后在9月3日抵达伦敦。他最初是到科陶德艺术学院随沃尔特·叶兹（Walter Perceval Yetts）学习中国考古学，但学习中却对未来产生了怀疑，他说：
|  | 我知道自己又酿了一个重大的错误，报考考古学已是一错，从读叶兹教授乃是二错。前者由于想留学，后者由于想学位，虚名误人。将来如何补救？可惧！可惧！...曾昭燏君谈起叶兹教授问她，我是否满意此间学校，我发了大批牢骚，表示要离开此间。曾说她也不满意，不过为了学位，又不得不屈就。学位，学位，你真害人不少。我想脱开你的毒手，不知能如愿否？ |

他一度想转学到爱丁堡大学跟随戈登·柴尔德学习，也曾想追随弗林德斯·皮特里学习埃及学，但当时皮特里已经退休到耶路撒冷养老。1936年3月11日，夏鼐到伦敦大学学院见过斯蒂芬·格兰维尔，后者推荐他读莫蒂默·惠勒的硕士。同年7月8日，他办理好了转学手续，7月21日参加了惠勒主持的梅登城堡发掘工作，此后才开始转向研究埃及学。1937年12月8日，他随英国调查团赴埃及阿尔曼特参加发掘工作，后来又前往巴勒斯坦的特尔拉基士发掘。
1938年4月8日，他在亚历山大港乘船经那不勒斯回到伦敦。同年5月1日，他开始对皮特里串珠进行编目。格兰维尔欣赏他的工作，表示愿意推荐他读博士，他也决定选择埃及串珠为题进行博士研究。
1939年秋季，第二次世界大战欧洲战争爆发，伦敦大学学院停办，但格兰维尔为他申请到了一笔去埃及研究的经费。因此，夏鼐由英国出发途经埃及，在埃及开罗滞留，期间在开罗博物馆从事考古及文物研究工作一年多。1940年5月9日，他去信联系皮特里，收到回信后在12月7日抵达耶路撒冷，9日终于见到了病重的皮特里。之后，他于1941年1月24日取道西亚、印度、缅甸腊戌，2月3日抵达云南昆明。1943年9月14日，他完成了博士论文《古埃及串珠》，并将其寄回英国。1946年伦敦大学学院复课，7月给夏鼐颁发了埃及考古学哲学博士毕业证书。
1941年至1942年，夏鼐在中央博物院筹备处担任专门委员之职。1943年至1949年，夏鼐在中央研究院历史语言研究所任担任副研究员、研究员，考察中国西南、西北多地，通过地层学证据证明了仰韶文化早于齐家文化，驳斥安特生的“中华文明西来说”，傅斯年赴美治病期间由夏鼐任史语所代理所长。
1947年10月，夏鼐以“史语所代理所长”的身份列席中央研究院评议会，与胡适持同样立场发言，力主评选院士以学术立场为主，对政党不同者从宽，通过郭沫若提名。
1949年秋季至1950年9月，夏鼐在位于杭州的浙江大学任考古学教授。中华人民共和国建国后，夏鼐历任中国科学院考古研究所（即后来的中国社会科学院考古研究所）副所长、所长、名誉所长。夏鼐也是中国科学院哲学社会科学部委员，国务院学位委员会委员，国家文物委员会主任委员。1954年，中国史学会公布第一届理事会名单，郭沫若担任主席，吴玉章、范文澜担任副主席，他担任理事。
1966年，文化大革命開始，夏鼐被考古研究所中戰鬥小組要求進行自我檢查，隨後遭遊街批鬥，在牛棚中強制勞動學習。1970年被下放至五七幹校。因考古所接受委託，協助阿爾巴尼亞修復古代羊皮書，夏鼐得以返回北京。1972年，考古所其他人員由五七幹校返回北京，夏鼐正式恢復在考古所中的工作。
1979年，夏鼐被推选为中国考古学会的理事长。1982年，夏鼐出任中国社会科学院副院长，并兼任中国社会科学院考古研究所的名誉所长，任内多次阻止张光直等学者提议的中外联合考古，推动《文物保护法》制定。1985年，夏鼐被任命为《中国大百科全书》总编辑委员会的委员和《中国大百科全书·考古》卷的编委会主任。

## 社会兼职
曾任第二、三、五、六届全国人民代表大会代表。

## 主持发掘
夏鼐曾先后主持多次重要考古发掘，主要有：
- 1950年秋至1951年初：主持商至战国遗存发掘——河南省辉县。
- 1951年春至1951年夏：主持中原地区史前遗址考察——河南省渑池县等地。
- 1951年秋至1952年初：主持战国和汉朝墓葬发掘工作——湖南省长沙市。
- 1955年至1956年：领导黄河水库考古队进行综合性调查发掘——河南省陕县等地。
- 1956年至1958年：主持明定陵发掘工作——北京市昌平县。

## 学术荣誉
夏鼐曾并先后被中国、英国、德国、瑞典、美国、意大利等多国国家科学院授予荣誉，被称为“七国院士”。
- 英國國家學術院通讯院士
- 德意志考古研究所通讯院士
- 瑞典皇家文学历史考古科学院外籍院士
- 美国科学院外籍院士
- 意大利中东和远东研究所通讯院士
- 第三世界科学院院士（1985年当选）
- 中国科学院学部委员（即院士）

## 著作
主编并参加编写：
- 《辉县发掘报告》
- 《长沙发掘报告》
- 《新中国的考古收获》
- 《新中国的考古发现和研究》

主要著作：
- 《考古学论文集》
- 《考古学与科技史》
- 《中国考古学研究》（日語）
- 《中国文明の起源》（日語）
- 《碳-14测定年代和中国史前考古》
- Jade and Silk of Han China （英文）